# カルバマゼピン
カルバマゼピン (Carbamazepine) は、抗てんかん薬のひとつである。日本ではテグレトールの商品名で発売され、適応は、てんかんや三叉神経痛、双極性障害（かつての「躁うつ病」）の躁状態である。長らくてんかんや三叉神経痛の薬として使用されてきたが、1990年より双極性障害の躁状態にも承認された。
世界保健機関のWHO必須医薬品モデル・リスト（エッセンシャル・ドラッグ）にも収録されている。

## 歴史
カルバマゼピンは、1957年にSchindler、Blattnerらによって合成された。その後1963年にスイス、イギリスにおいて抗てんかん薬として発売され、1962年には三叉神経痛の発作抑制効果も発表された。日本では1966年以来、てんかん治療薬、三叉神経痛治療薬として広く使用されている。
さらにてんかんに伴う興奮症状の改善をもたらすことが知られるようになり、1970年代に柴田、竹崎・花岡によって抗躁作用が報告され、その後躁病・双極性障害の躁状態に対する治療効果が確認され、1990年に同効能が追加承認された。

## 適応
- てんかん
- 双極性障害の躁状態、統合失調症の興奮状態
- 三叉神経痛

### 有効性
アルツハイマー病などの認知症の周辺症状（BPSD）、なかでも抗精神病薬に反応しない精神病症状や焦燥性興奮に有効である報告がされている。なお、2013年の厚生労働省の認知症の周辺症状（BPSD）に対するガイドラインでは、カルバマゼピンは挙げられていない。

## 作用機序
脳神経・末梢神経細胞のナトリウムチャネルを遮断することにより、神経の興奮を抑制する。一般的に膜活動電位の立ち上がりが阻害されるため、神経細胞の複雑部分発作に効果があるとされており、側頭葉部分発作の特効薬等として用いられている。

## 薬物動態
カルバマゼピンに即効性はなく、効き始めるまでに1週間〜数週間かかる。定期的に血中濃度を測り治療有効域と中毒域を見極め維持量を決める。投与初期は元々低いクリアランスと、代謝酵素の自己誘導 (auto-induction) が十分に発現していないため血中濃度が著しく高値を示すことがあるが、投与3〜4週間以降は投与量に比例した濃度になる。よって投与初期は血中濃度を確認しつつ漸増する必要がある。
定常状態になれば半減期（血中濃度が半分になる時間）は比較的長い。至適血中濃度は一般的には4～12µg/mLだが、9µg以上は中毒症状が出やすくなるため注意が必要である。
カルバマゼピンは過量投薬のリスクが高く、治療薬物モニタリングが必要である。

### 薬物相互作用
CYP3A4の代謝を誘導するため、他の向精神薬との多くの薬物相互作用が発生する。バルプロ酸やラモトリギン、ベンゾジアゼピンの多くや、一部の抗うつ薬や抗精神病薬などの血中濃度を低下させる。
以下は、添付文書の併用禁忌に記載されている。抗真菌薬のボリコナゾール（ブイフェンド）や肺高血圧症治療薬のタダラフィル（アドシルカ）、グレープフルーツジュースなどとカルバマゼピンを同時に摂取すると、カルバマゼピンの血中濃度が上がり、副作用が強くなるので注意する必要がある。
かつては抗てんかん薬として、また気分安定薬としてもリチウムと並ぶ第一選択薬として広く使われていたが、多様な薬物相互作用のため「使いにくい薬」とされたことに加え、血液障害など副作用が多いためシェアを落とし、副作用の少ない抗てんかん薬が開発されたこともあり以前ほどは使われなくなりつつある。

## 副作用
よくある副作用としては、眠気、運動失調、倦怠感や脱力感、瞬間的な複視（かすみ目）、めまいや立ちくらみ、頭痛・頭重、食欲低下や吐き気・胃痛などの消化器症状などがある。大抵の副作用は投与2～3週間で消えるとされる。
2008年、アメリカ食品医薬品局（FDA）は、199の二重盲検試験を分析し、データに用いられた24週間では、抗てんかん薬服用時の自殺念慮や自殺企図が2倍（てんかん用途では3.5倍、精神科では1.5倍）に高まることを警告した（それ以上の期間は単に未調査）。日本でも、自殺企図の既往や自殺念慮を有する場合に注意書きがある。
抗てんかん薬全般に言えることであるが、連用中における投与量の急激な減少ないし中止により、てんかん重積状態が生じるおそれがあるため、添付文書の重要な使用上の注意にその旨が記載されている。
臨床試験の範囲内でみられ、医薬品添付文書に記載された副作用は以下のようなものである。
- 発疹
  - 比較的多く出やすく、放置すると重症化する場合がある、発疹が出た場合は即座に服薬を中止すべきである。まれにスティーブンス・ジョンソン症候群に至ることがある。
- 感音難聴、音程の変化など。
- 認知障害
- 気分変調
- ジスキネジアなどの運動失調
- 全身性エリテマトーデス（SLE）様症状
- 肝機能障害
- 急性腎不全・心不全
- 肺障害（間質性肺炎など）
- 血液障害
- 血栓症・塞栓症
- 再生不良性貧血などの貧血症状
- アナフィラキシー・ショック
- 胃腸障害
- 水分貯留
- 抗利尿ホルモン不適合分泌症候群（SIADH）
- 無菌性髄膜炎
- 悪性症候群

など